# Шлай (окръг, Джорджия)
Окръг Шлай (на английски: Schley County) е окръг в щата Джорджия, Съединени американски щати. Площта му е 435 km², а населението - 3766 души (2000). Административен център е град Елавил.